# Scorzonera multiscapa
Scorzonera multiscapa là một loài thực vật có hoa trong họ Cúc. Loài này được Boiss. miêu tả khoa học đầu tiên năm 1849.